# Nazareth Speedway

O Nazareth Speedway é um circuito oval na Pensilvânia, Estados Unidos. Este circuito possui: 0,946 milhas (1,522 km).
No inicio era uma pista sem pavimento, Foi aberto em 1910 na cidade de Nazareth, comprado em 1980 por Roger Penske, ele decidiu fazer uma pista para a Indycar Series, o circuito recebeu pavimentação em 1990, desde então recebeu provas da NASCAR, IRL e CART.
Curvas com inclinições de 2° ,7º, 3º e 4º. 

## História

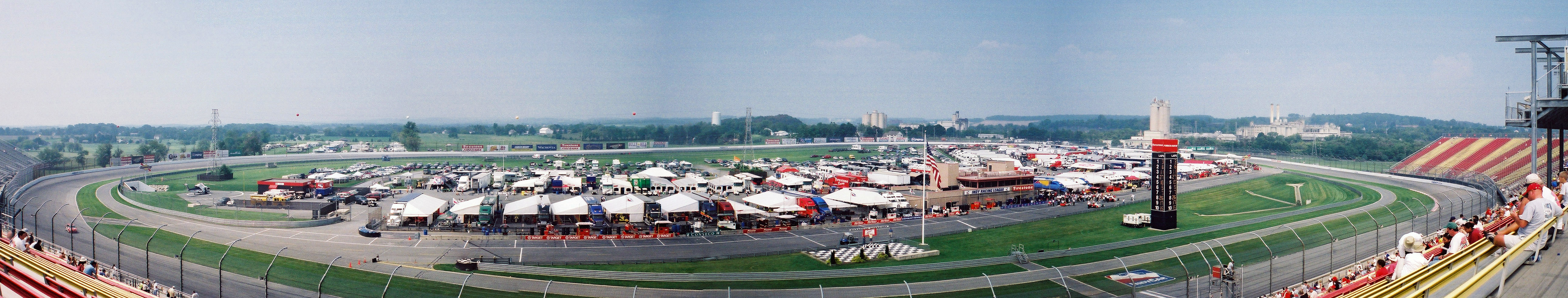
Circuito em 2004.

O circuito começou a ser construído em 1900 para corridas de cavalos com piso de terra e meia milha de comprimento, em 1910 passou a receber corridas de automóveis, em 1966 foi construída uma pista de terra maior com 1,125 milhas de comprimento, o circuito foi fechado em 1971 e reaberto em 1982, teve a pista de terra encurtada para uma milha, sendo fechado mais uma vez em 1983.
Em 1987 foi adiquidira por Roger Penske que pavimentou a pista e alterou seu nome para Pennsylvania International Raceway, em 1993 voltou ao seu nome original Nazareth Speedway, em 1997 passou por uma grande reforma de ampliação de sua capacidade.
Até 2004 era uma pista muito popular, mas por falta de cuidados deixou de receber provas. Então foi abandonada e suas arquibancadas foram desmontadas e levadas para o Watkins Glen International. Hoje os proprietários procuram compradores interessados, para reformar o circuito.

## Vencedores

### USAC
- 1968 - Al Unser
- 1969 - Mario Andretti
- 1982 - Keith Kauffman

### CART
- 1987 - Michael Andretti
- 1988 - Danny Sullivan
- 1989 - Emerson Fittipaldi
- 1990 - Emerson Fittipaldi
- 1991 - Arie Luyendyk
- 1992 - Bobby Rahal
- 1993 - Nigel Mansell
- 1994 - Paul Tracy
- 1995 - Emerson Fittipaldi
- 1996 - Michael Andretti
- 1997 - Paul Tracy
- 1998 - Jimmy Vasser
- 1999 - Juan Pablo Montoya
- 2000 - Gil de Ferran
- 2001 - Scott Dixon

### Indy Racing League
- 2002 - Scott Sharp
- 2003 - Hélio Castroneves
- 2004 - Dan Wheldon